# اچ‌ام‌سی‌اس کملوپس (کی۱۷۶)
اچ‌ام‌سی‌اس کملوپس (کی۱۷۶) (به انگلیسی: HMCS Kamloops (K176)) یک کشتی بود که طول آن ۲۰۵ فوت (۶۲٫۴۸ متر) بود. این کشتی در سال ۱۹۴۱ ساخته شد.